# Caméléon, caméléon
Pour les articles homonymes, voir Caméléon (homonymie).
Singles de France Gall
Les Éléphants
(1970) Frankenstein
(1972)
Chasse-neige
(2)
Caméléon, caméléon est une chanson de France Gall parue en 1971 sur un 45 tours single. Elle n'a jamais été éditée en CD.

## Développement et composition
L'auteur-compositeur-interprète Richard Gachner, co-compositeur avec Dino Rosi pour cette chanson, chante et compose pour d'autres chanteurs. Il est, parallèlement, un actif défenseur de la cause animale et vice-président, en 1978, de l'association Union 13 qui vient notamment au secours d'animaux abandonnés ou maltraités. Les animaux sont l'une de ses principales sources d'inspiration.
Les paroles sont cosignées Étienne Roda-Gil et Richard Gachner.
C'est Michel Bernholc qui assure la direction musicale.
La photo de France Gall recto/verso de la pochette est d'Odile Montserrat.
C'est le deuxième 45 tours enregistré par France Gall chez Atlantic avant qu'elle signe chez EMI Pathé-Marconi en 1972 pour finalement réintégrer WEA (Warner-Elektra-Atlantic) et retrouver le succès avec Michel Berger en 1974.

## Le disque
45 tours single 7" (Atlantic Records 10 097, 1971) :
A. Caméléon, caméléon (2:40)
B. Chasse-neige (2:30), paroles d' Étienne Roda-Gil et musique de Julien Clerc